# گوآر
گوآر (نام علمی: Cyamopsis tetragonoloba) گونه‌ای بُنشَن و از تیره باقلائیان است که بیشتر به عنوان کود سبز کشت می‌شود و از آن صمغی به نام صمغ گوآر می‌گیرند.
۸۰ درصد گوار مصرفی در جهان در کشور هند و از این میزان ۷۰٪ در ایالت راجستان و در اصل ۶۰٪ مربوطه تنها در شهر جادپور این ایالت تولید می‌گردد.
آبیاری این گیاه تنها در دو نوبت، یکی به هنگام جوانه زدن و دیگری به هنگام میوه دادن آن انجام می‌شود. بلندای این گیاه گاه به ۱ الی ۲ متر می‌رسد که در روی ساقه‌های نسبتاً عمودی آن (حدود ۱۵ سانتیمتر، حدود ۶ الی ۹ دانه ۲ تا ۳ میلیمتری می‌روید. ۱۴–۱۶٪ از حجم دانه‌ها را پوست و ۴۰–۴۶٪ آن را گوار تشکیل می‌دهد.
قوم بلوچ از این گیاه خورش بسیار مقوی و لذید طبخ می‌کنند که ارزش غذایی فراوانی دارد.
این گیاه انواع زیادی دارد که بسته به محل کشت و زبان مردم محلی نام گذاری شده‌اند.